# 野上廉太郎
野上 廉太郎（のがみ れんたろう、1998年5月23日 - ）は、茨城県つくば市出身の、日本の柔道家。階級は73kg級。身長178 cm。組み手は左組み。得意技は大外刈。

## 経歴
ケンカっ早い性格だったことから、小学校1年の時に父親に土浦市体育協会に連れられて柔道を始めた。なお、父親は柔道経験がなかったものの、家でもよく一緒に練習した。吾妻中学へ進むも、柔道部がなかったので元世界チャンピオンの岡田弘隆が主宰するつくばユナイテッドで稽古を積んだ。3年の時には団体戦に出場するため桜中学へ転向した。全国中学校柔道大会の団体戦には出場できなかったが、個人戦66kg級に出場を果たすも初戦で敗れた。つくば秀英高校1年の時に全国高校選手権73kg級の3回戦で敗れた。2年の時にはインターハイの3回戦で敗れた。全国高校選手権では5位だった。3年の時にはインターハイで優勝すると、全日本ジュニアでも3位になった。2017年には筑波大学へ進学すると、1年の時には全日本ジュニアの決勝で小学校時代からのライバルで大学の同級生でもある石郷岡秀征に技ありで敗れて2位だったが、学生体重別では1年生同士となった決勝で石郷岡を技ありで破って優勝した。体重別団体では3位だった。講道館杯では決勝で当時東海大学2年の立川新に反則負けを喫した。グランドスラム・東京では準決勝でカナダのアルトゥール・マルゲリドンに技ありで敗れるなどして5位にとどまった。2年の時には選抜体重別の準決勝でパーク24の橋本壮市に反則負けして3位だった。学生体重別では5位に終わると、体重別団体でも決勝の日体大戦で古賀颯人に技ありで敗れてチームも2位にとどまった。講道館杯では準決勝でパーク24の海老沼匡に肩車で敗れて3位だった。グランドスラム・大阪では3回戦でカザフスタンのジャンサイ・スマグロフに反則負けした。3年の時には選抜体重別初戦で橋本に反則負けした。アジアパシフィック柔道選手権では初戦でタジキスタンのソモン・マフマドベコフに反則負けを喫した。団体戦では準決勝のモンゴル戦で個人戦で優勝したツェンドオチル・ツォグトバータルに片手絞で敗れるも他の選手が全員勝ったことで決勝へ進むと、韓国戦では世界チャンピオンの安昌林を大腰の技ありで破ってチームの優勝に貢献した。

## 戦績
- 2016年 - 全国高校選手権 5位
- 2016年 - インターハイ 優勝
- 2016年 - 全日本ジュニア 3位
- 2017年 - ブレーメンジュニア国際 2位
- 2017年 - 学生体重別 優勝
- 2017年 - 体重別団体 3位
- 2017年 - 講道館杯 2位
- 2017年 - グランドスラム・東京 5位
- 2018年 - グランドスラム・エカテリンブルグ 7位
- 2018年 - 選抜体重別 3位
- 2018年 - 学生体重別 5位
- 2018年 - 体重別団体 2位
- 2018年 - 講道館杯 3位
- 2019年 - アジアパシフィック柔道選手権 団体戦 優勝
- 2023年 -　シニア体重別　優勝

(出典、JudoInside.com)